# Aurelia Batali
Aurelia Batali (n. 16 septembrie 1934, Bazargic, județul Caliacra, România Mare) este o poetă, traducătoare și editoare.

### Debutul literar
Aurelia Batali  a debutat cu versuri în revista liceului, Flori albastre (1950), iar prima ei carte, Balade pentru orele de seară, apare în 1969.

#### Volume de versuri
- Balade pentru orele de seară, București, 1969;
- Dimineți, București, 1972;
- Cu un ochi înecat în noapte, un ochi înecat în amiază, București, 1976;
- Versuri, București, 1981;
- Ploaia din memorie, București, 1984;
- Fereastra de brume, București, 1986.